# Église Saint-François d'Annecy
L'église Saint-François, dite église des Italiens, est une église catholique située à Annecy en Haute-Savoie (France). Elle se trouve dans la vieille ville, en face du palais de l'Isle.

## Historique
L'église, ancien sanctuaire du premier monastère de l'ordre de la Visitation Sainte Marie fondé en 1610, a été construite à partir de 1642 en style baroque. Elle a abrité les tombeaux de Jeanne de Chantal et de François de Sales, transférés ensuite à la basilique de la Visitation.
Sous la Révolution française, l'église est transformée en manufacture. Elle est rendue au culte en 1923 et restaurée en 2003.

## Description
La façade est inspirée de celle de l'église du Gesù à Rome.

## Autels

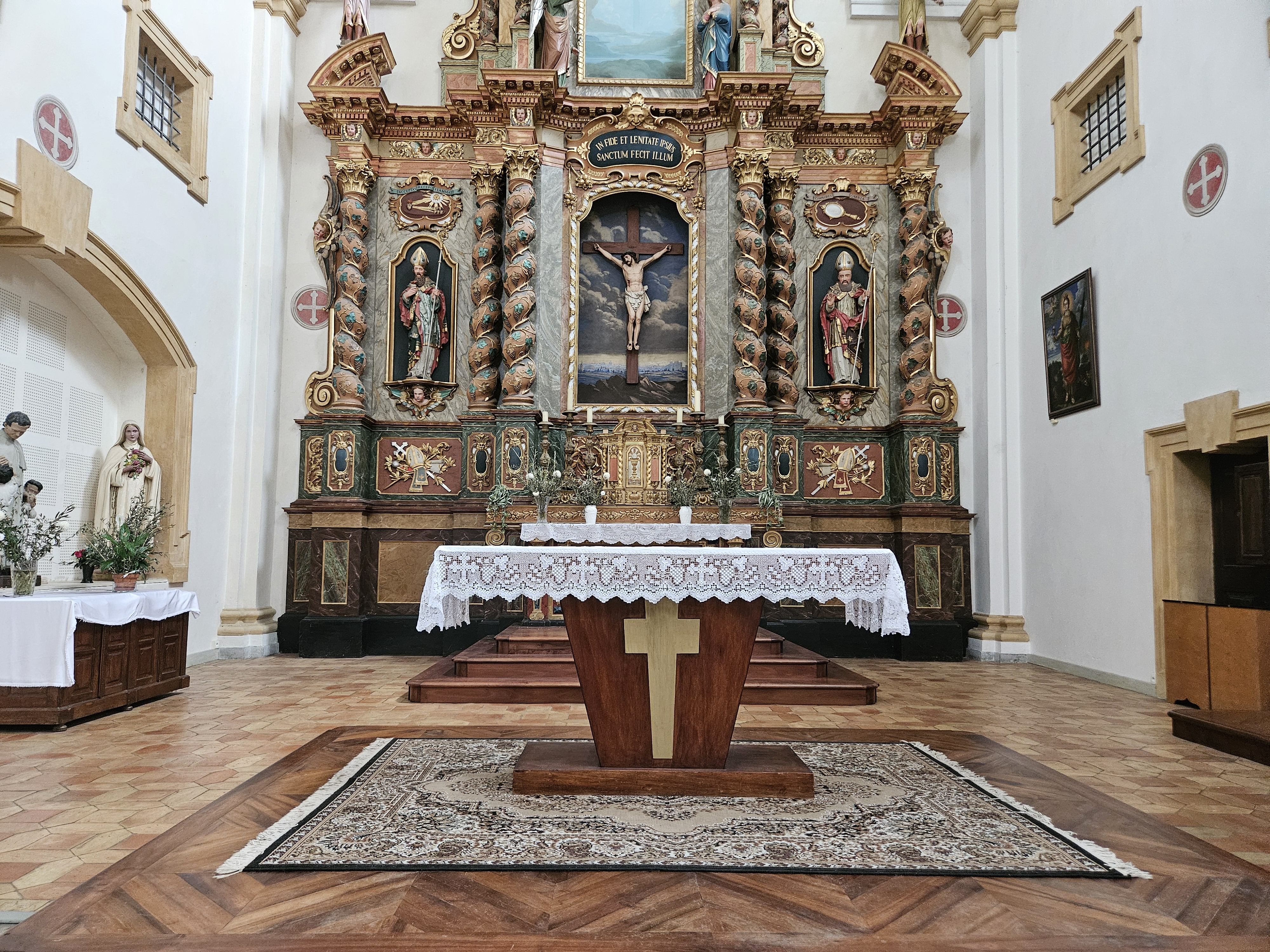
Maître-autel
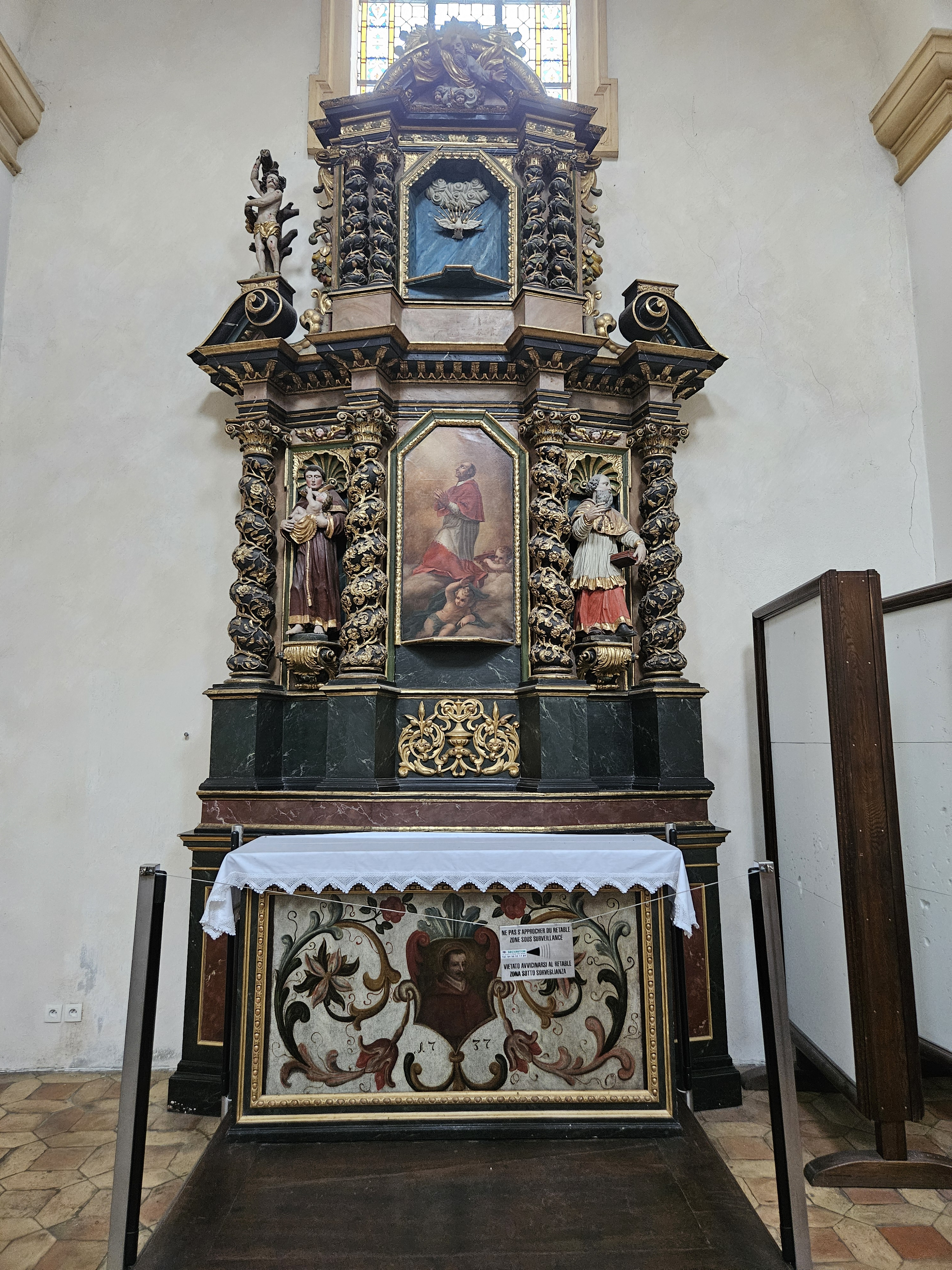
autel de saint Charles Borromée
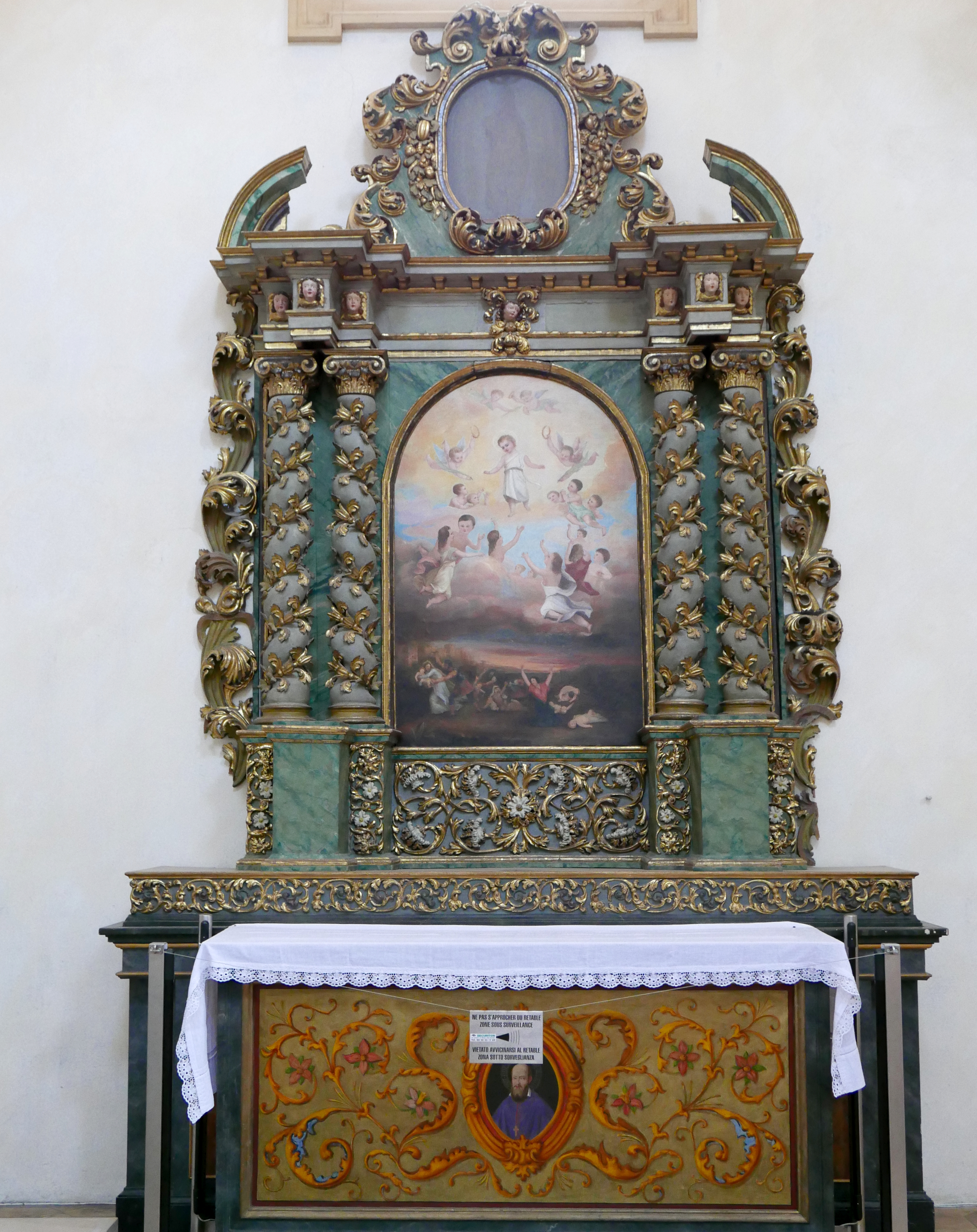
autel des Saints-Innocents
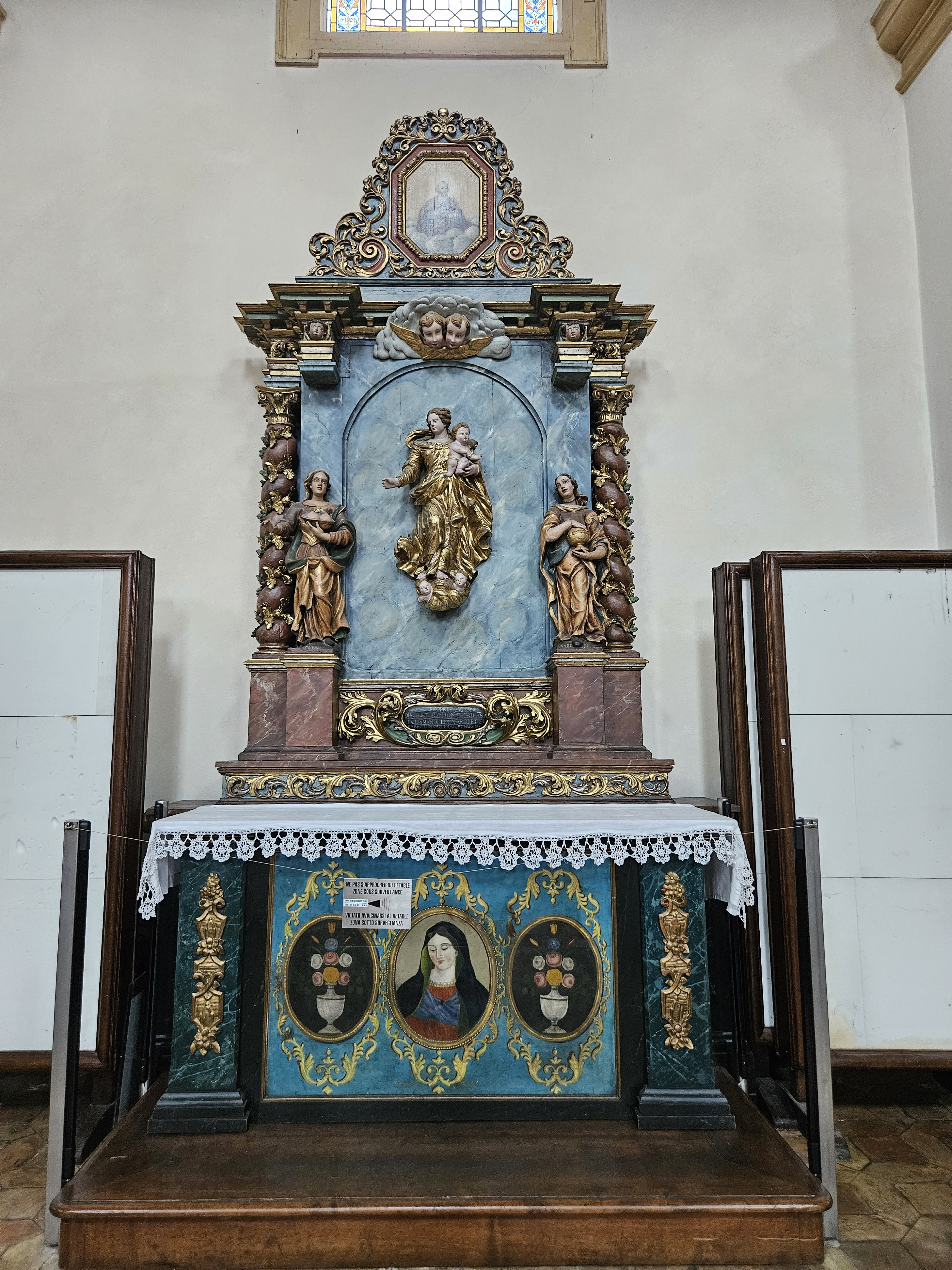
autel du Rosaire

## Protection
L'édifice est inscrit au titre des monuments historiques depuis 1952.